# Jagten på lykken
Jagten på lykken er en dansk dokumentarfilm fra 2019 instrueret af Pernille Rose Grønkjær.

## Handling
Filmen undersøger og belyser tidens eksplosive udvikling i brugen af såkaldt Deep Brain Stimulation, dyb hjernestimulation (DBS). Med permanente elektroder i udvalgte områder af hjernen, er man begyndt at korrigere abnorm aktivitet og dermed normalisere forskellige psykiatriske tilstande. Dermed lægger metoden op til grundlæggende spørgsmål om, hvad der er normalt, og hvor meget man ønsker ens psyke og mentale egenskaber manipuleret. Filmen vil med andre ord behandle alment menneskelige, eksistentielle tematikker, belyse dem fra en videnskabelig vinkel og hermed lægge op til etiske diskussioner om, hvor grænsen går, når lægevidenskaben ændrer menneskers personlighed ved neurokirurgiske indgreb.